# Zoológico de Hamilton
El Zoológico de Hamilton (en inglés: Hamilton Zoo) es el jardín zoológico principal de la localidad de Hamilton, en Nueva Zelanda. Cubre 25 hectáreas (62 acres), está situado en la calle Brymer en el suburbio de Hamilton Rotokauri, en las afueras del área metropolitana hacia el noroeste. Es gestionado por el Consejo de la ciudad de Hamilton en conjunto  con el Departamento de Recreación y Bienestar.
Este parque en Hamilton  es el primer zoológico en Nueva Zelanda ese ser plenamente acreditado por la Asociación de Zoológicos y Acuarios.